# Hierodula
Niektóre z zamieszczonych tu informacji od 2023-06 wymagają weryfikacji.
 Po wyeliminowaniu niedoskonałości należy usunąć szablon {{Dopracować}} z tego artykułu.
Hierodulami nazywano w starożytności niewolników i niewolnice świątynne w służbie bóstwa.
Gdy świątynia poświęcona była kultowi bóstwa miłości lub płodności, np. Afrodycie (w Koryncie), oprócz funkcji pełnionych przy uroczystościach kultowych pełnili oni funkcje związane z prostytucją sakralną. Hierodule uważani byli za własność bogów, poprzez stosunki płciowe z nimi człowiek brał udział we władzy bogów oraz „jednoczył” się z nimi. Kapłanki Afrodyty (hierodule u Greków, kadesche u Fenicjan) mieszkały na terenie świątyni. Ich liczba była czasami bardzo duża. Tak np. w Koryncie prostytuowało się więcej niż 1000 hierodul kobiet, obok świątyni Afrodyty Porne lub nawet w samej świątyni.